# Coupe de Tunisie de football espoirs
 (juillet 2025).
Si vous disposez d'ouvrages ou d'articles de référence ou si vous connaissez des sites web de qualité traitant du thème abordé ici, merci de compléter l'article en donnant les références utiles à sa vérifiabilité et en les liant à la section « Notes et références ».
 (mars 2019).
La coupe de Tunisie de football espoirs regroupe les équipes de football espoirs des clubs tunisiens.

## Palmarès
- 1963-64 : Union sportive tunisienne
- 1964-65 : Espérance sportive de Tunis
- 1965-66 : Club sportif sfaxien
- 1966-67 : Club sportif de Hammam Lif
- 1967-68 : Étoile sportive du Sahel
- 1968-86 : Supprimé
- 1986-87 : Union sportive monastirienne
- 1987-88 : Océano Club de Kerkennah
- 1988-89 : Sfax railway sport
- 1989-90 : Union sportive monastirienne
- 1990-91 : Club africain
- 1991-92 : Club sportif de Hammam Lif
- 1992-93 : Espérance sportive de Tunis
- 1993-00 : Supprimé
- 2000-01 : Club africain
- 2001-02 : Olympique de Béja
- 2002-03 : Espérance sportive de Tunis
- 2003-04 : Espérance sportive de Tunis
- 2004-05 : Union sportive monastirienne
- 2005-06 : Espérance sportive de Tunis
- 2006-07 : Espérance sportive de Tunis
- 2007-08 : Espérance sportive de Tunis[1]
- 2008-09 : Espérance sportive de Tunis
- 2009-10 : Espérance sportive de Tunis
- 2010-11 : ?
- 2011-12 : ?
- 2012-13 : ?
- 2013-14 : Club africain
- 2014-15 : Club africain
- 2015-16 : Étoile sportive du Sahel

## Palmarès par équipe
| Club                         | Ville      | Titres | Années                                               |
| ---------------------------- | ---------- | ------ | ---------------------------------------------------- |
| Espérance sportive de Tunis  | Tunis      | 9      | 1965, 1993, 2003, 2004, 2006, 2007, 2008, 2009, 2010 |
| Club africain                | Tunis      | 4      | 1991, 2001, 2014, 2015                               |
| Union sportive monastirienne | Monastir   | 3      | 1987, 1990, 2005                                     |
| Club sportif de Hammam Lif   | Hammam Lif | 2      | 1967, 1992                                           |
| Étoile sportive du Sahel     | Sousse     | 2      | 1968, 2016                                           |
| Olympique de Béja            | Béja       | 1      | 2002                                                 |
| Club sportif sfaxien         | Sfax       | 1      | 1966                                                 |
| Sfax railway sport           | Sfax       | 1      | 1989                                                 |
| Océano Club de Kerkennah     | Kerkennah  | 1      | 1988                                                 |
| Union sportive tunisienne    | Tunis      | 1      | 1964                                                 |